# 埃氏美洲鱥
埃氏美洲鱥（學名：Notropis edwardraneyi），為輻鰭魚綱鯉形目雅羅魚科的其中一種，分布於北美洲美國阿拉巴馬州與密西西比州莫比爾灣流域，本魚呈長橢圓形且側扁，眼大、口近下位，體長可達8公分，棲息在沙石底質的溪流，生活習性不明。